# Yūzō Iwakami
Yūzō Iwakami (japanisch 岩上 祐三 Iwakami Yūzō; * 28. Juli 1989 in Koga) ist ein japanischer Fußballspieler.

## Karriere
Iwakami erlernte das Fußballspielen in der Schulmannschaft der Maebashi Commercial High School und der Universitätsmannschaft der Tokai-Universität. Seinen ersten Vertrag unterschrieb er 2011 bei Shonan Bellmare. Der Verein spielte in der zweithöchsten Liga des Landes, der J2 League. 2012 wurde er mit dem Verein Vizemeister der zweiten Liga und stieg in die erste Liga auf. Für den Verein absolvierte er 31 Ligaspiele. Im August 2013 wechselte er zum Zweitligisten Matsumoto Yamaga FC. 2014 wurde er mit dem Verein Vizemeister der zweiten Liga und stieg in die erste Liga auf. Für den Verein absolvierte er 87 Ligaspiele. 2016 wechselte er zum Ligakonkurrenten Omiya Ardija. Für den Verein absolvierte er 46 Erstligaspiele. 2018 kehrte er zum Zweitligisten Matsumoto Yamaga FC zurück. 2018 wurde er mit dem Verein Meister der Liga und stieg in die erste Liga auf. Für den Verein absolvierte er 57 Ligaspiele. 2020 wechselte er zum Zweitligisten Thespakusatsu Gunma.